# Cratere Doliku
Doliku  è un cratere sulla superficie di Cerere.